# 6:45
6:45 es una película de terror de 2021 que fue dirigida por Craig Singer. La película tuvo un estreno limitado en cines, seguido de un lanzamiento en VOD en 2022.

## Argumento
Bobby ha viajado en ferry a un pequeño bed and breakfast para pasar unas vacaciones románticas con su novia Jules. Mientras esperaba reencontrarse con Jules, Bobby descubre que está atrapado en un bucle en el que él y Jules repiten el mismo día. Cada día termina con la pareja siendo asesinada por una figura encapuchada. Los intentos de abandonar la isla o evitar la muerte no tienen éxito, ya que no puede evitarla. No puede abandonar la isla debido a que la ciudad cerró el ferry en memoria de una pareja que fue asesinada misteriosamente. Suponiendo que el bucle está relacionado con los asesinatos anteriores, Bobby busca información del dueño del bed and breakfast, quien crípticamente le dice que haga lo correcto.
Los flashbacks muestran que la relación entre Bobby y Jules es tensa, ya que se sospecha que él es infiel. Su relación se tensa aún más por su creciente agitación por los barrios, lo que lleva a que se pelee con la gente del pueblo. En un bucle, Bobby va a beber al bar local, donde le confiesa al camarero que engañó a Jules con una de sus amigas. Dejó embarazada a la mujer y la presionó para que abortara. El camarero le dice a Bobby que debe decirle la verdad a Jules. Cuando llega Jules, los dos tienen una terrible pelea y la noche termina con la figura encapuchada asesinándolos.
Al día siguiente, Bobby decide contarle a Jules la verdad sobre el romance y el aborto, confesando también haber tenido otra aventura anterior a esa. Esto da lugar a otra pelea, pero rompe con éxito el bucle temporal y Bobby se despierta y descubre que Jules se ha ido. Regresa solo a casa, donde es arrestado por asesinar a Jules. Se revela que Bobby asesinó a Jules porque ella quería abandonarlo y que esto ocurrió antes del viaje. Bobby es encarcelado y recibe ayuda psicológica, donde lee una carta que Jules escribió sobre dejarlo. Finalmente confiesa haberla matado, pero todavía insiste en que los eventos del bucle temporal ocurrieron.

## Elenco
- Michael Reed como Bobby Patterson
- Augie Duke como Jules Rable
- Thomas G. Waites como Larry
- Armen Garo como Gene Pratt
- Remy Ma como Cassi [1]
- Sasha K. Gordon como Brooklyn/Rosa
- Sabina Friedman-Seitz como Shelly / Ashley
- The 45 King

## Producción
La cantante se inspiró para la película en la comedia Groundhog Day de 1993. Él escribió la historia inicial y algunas de las escenas, mientras que Klein escribió la mayor parte del guion. La película carecía de fondos para un director de casting, por lo que Singer contactó a personas que había conocido o con las que había trabajado anteriormente para el elenco y el equipo. El rodaje se llevó a cabo siguiendo el orden del guion y tuvo lugar en Ocean Grove, Nueva Jersey. 

## Lanzamiento
6:45 tuvo un estreno limitado en cines el 6 de agosto de 2021 a través de Regal Cinemas,  seguido de un lanzamiento en video doméstico y VOD el 22 de marzo de 2022 a través de Well Go USA. 

## Recepción
La recepción crítica de la película ha sido mixta y la película tiene una calificación del 67% en Rotten Tomatoes, basada en 12 reseñas.  La crítica común se centró en el ritmo de la película y la simpatía de los personajes.  Roger Moore y Culture Crypt compararon la película con Groundhog Day, y Moore señaló que "la encontré más 'interesante' como ejercicio de resolución de problemas que entretenida, más 'verable' que 'buena'".  Film Threat y <i id="mwZQ">Rue Morgue</i> obtuvieron críticas más favorables.  Film Threat comentó que la película "frustrará a casi todo el que la vea durante su primera hora aproximadamente", pero que "gracias al ritmo, la cinematografía y, especialmente, el reparto, la película ofrece valor más que suficiente para ser un viaje entretenido durante 90 minutos".
La película ha sido nominada o ha ganado los siguientes premios: "Mejor largometraje de terror" en el Festival de Cine de Rhode Island de Flicker (clasificatorio al premio de la Academia), "Mejor largometraje" 2022 ARFF Amsterdam // International Awards, "Ganador" en el Festival de Cine Independiente de París, "Mejor largometraje" en los Hollywood on the Tiber Film Awards, "Mejor largometraje independiente" en los Florence Film Awards, "Mejor director estadounidense" en los 8 & Hal Film Awards, "Mejor director de largometraje" en el Hollywood International Golden Age Festival, "Mejor director" en el 4th Dimension Bali Film Festival, "Mejor director de largometraje" en los New York Movie Awards, "Mejor director en largometraje estadounidense" en el Catalina Film Festival, "Mejor actor en largometraje estadounidense" en el Catalina Film Festival, "Mención de honor" en los London Movie Awards, "Mención de honor: largometraje" en los New York Movie Awards, "Selección oficial" en el MA Film Festival, "Selección oficial" en el Catalina Film Festival, "Selección oficial" en el Salem Horror Fest, "Selección Oficial" en el Festival of Cinema NYC, "Selección Oficial" en los London Movie Awards, "Selección Oficial" en los Milan Gold Awards, "Selección Oficial" en el HorrOrigins Film Festival, "Selección Oficial" en el Atlanta Horror Film Festival".